# 盧庫拉

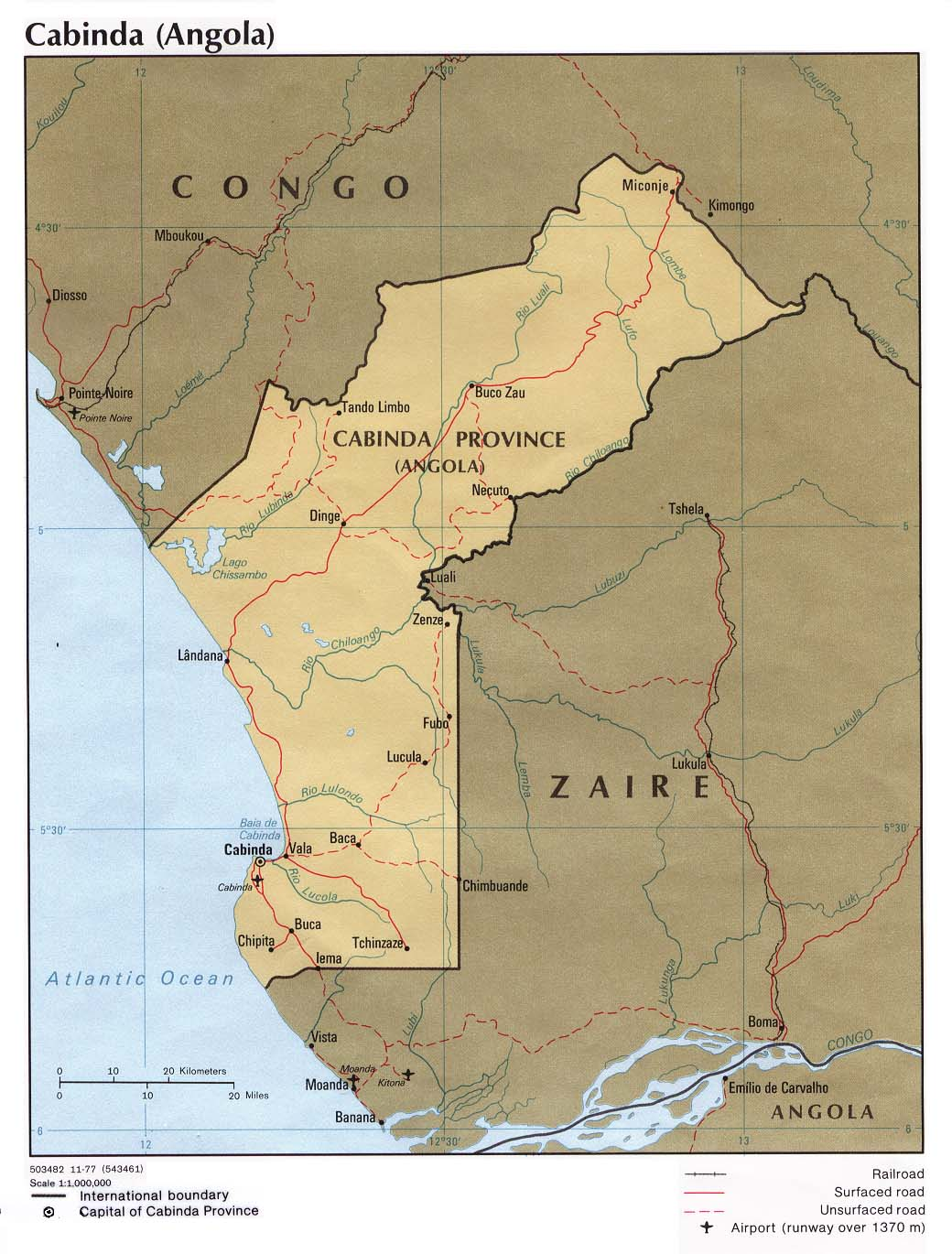

盧庫拉是剛果民主共和國的城鎮，由中剛果省負責管轄，位於海拔高度196米，2007年的人口統計約為43,200人。主要經濟活動包括利用當地生產的石灰石製造水泥和商業伐木

## 外部連結
- MSN Map[永久]

05°24′00″S 12°56′00″E / 5.40000°S 12.93333°E